# Antigua Imprenta Sur
La Antigua Imprenta Sur, propiedad del Centro Generación del 27 de la Diputación de Málaga, se ubica, tras un largo periplo, en dicho Centro Cultural, primera planta del Centro Cultural MVA de la ciudad de Málaga, pudiendo ser considerado un museo funcional pues, además de los fondos propios de la antigua imprenta, como muebles, caracteres tipográficos metálicos y demás elementos propios de una imprenta de principios del XX, lo que conformaría un museo visitable, todo el conjunto es operativo o funcional, editándose distintos volúmenes compuestos artesanalmente, a mano, e impresos en esas instalaciones museísticas, resultando una imprenta viva.

## Orígenes
La imprenta Sur, en que se engloban el arte y la técnica, es aquella en que los malagueños Emilio Prados y Manuel Altolaguirre editaron la revista Litoral, considerada como mítica, así como los primeros libros de la mayoría de los jóvenes poetas de la que luego sería conocida como Generación del 27.

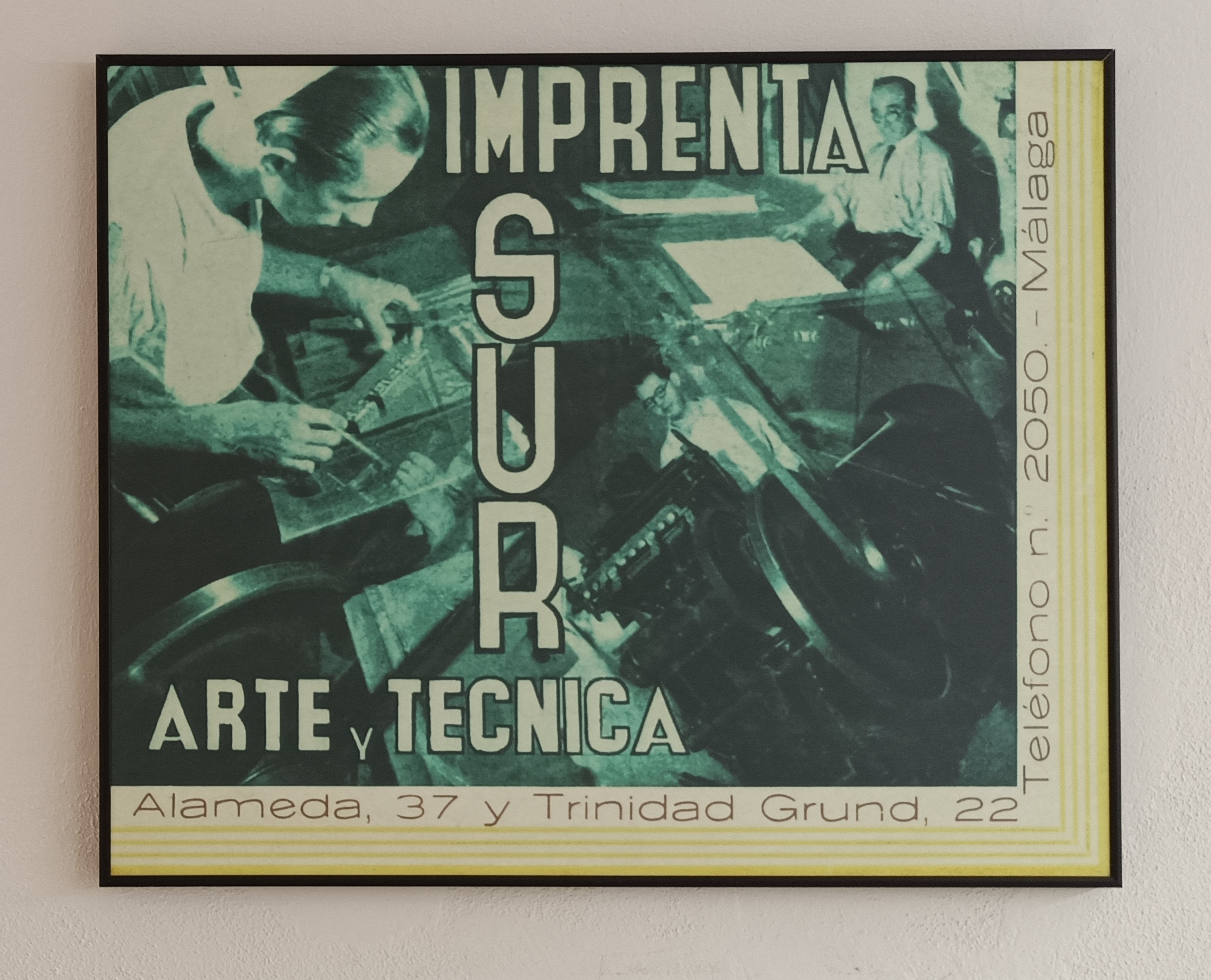
Imprenta Sur - Arte y técnica

Inaugurada, muy probablemente, en octubre de 1925, aun cuando el nombre Sur le sería impuesto un año después, se ubicaba en el actual número 15, en su momento n.º 24, de la calle Tomás Heredia,  muy cerca del puerto de la ciudad de Málaga.
Sus orígenes se encuentran en la decisión que toma, en la primavera de 1925, Emilio Prados Naveros, financiando para su hijo Emilio —quien había abandonado la madrileña Residencia de Estudiantes un año antes y tras fracasar en un intento de trabajo en Madrid con el librero León Sánchez Cuesta—  la instalación de una imprenta en Málaga, conformándose un equipo compuesto por el propio Prados, Antonio Chávez como director, José Andrade Martín como maquinista, quizás ya Joaquín Padin y Antonio Mateo Covaleda como cajistas, pasando Mateo al poco tiempo a Gráficas Molina, y Álvaro Disdier, consignatario del puerto, como administrador del negocio, a quien había conocido Prados en la Residencia de Estudiantes, donde ya pudo gestarse el proyecto editorial.
Tras un año de trabajos comerciales, necesarios para mantener la plantilla, será en una nueva sede, bajo en Calle San Lorenzo n.º 12, donde comenzaría, realmente, la tirada de libros de jóvenes autores siendo, posiblemente, el primero de ellos Eva y Adán, de Edgar Neville, el cual, editado en Madrid, llevaba, sin embargo, como fecha de colofón «el día 7 de julio de 1926, en la imprenta «Sur» calle San Lorenzo, 12 - Málaga», con un precio de 4,50 pesetas, una actividad que se mantendría hasta 1933, en que se produce un nuevo traslado a la Alameda, coincidiendo con una etapa en la que el trabajo se ve reducido, esencialmente, a la impresión de material comercial y libros fuera del contexto poético, habiendo desaparecido la revista Litoral, ya en 1929, y dispersándose los principales protagonistas, dedicados a nuevos planes.

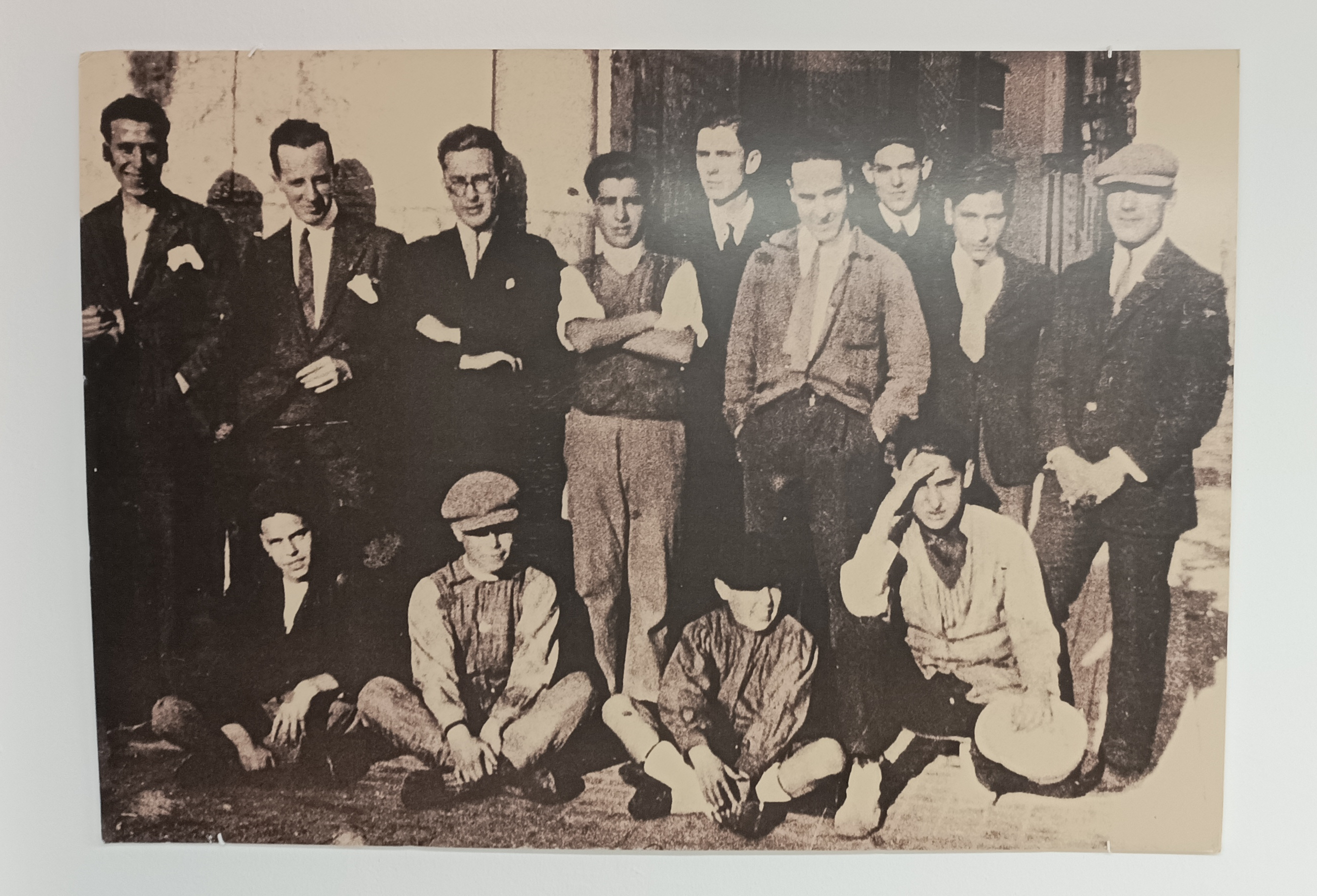
Foto del año 1927 de grupo delante de la segunda sede de la imprenta Sur, en calle San Lorenzo. De izquierda a derecha: Álvaro Disdier (administrador) con corbata junto a Emilio Prados con gafas; pasado el joven de brazos cruzados, al fondo, Manuel Altolaguirre y delante de él, con las manos en los bolsillos, Joaquín Padín (cajista). En primer término, los aprendices. El resto, no identificado.

Tras el primer maestro impresor, José Andrade Martín, y ante la jubilación de los hermanos Andrade, hijos del anterior, la imprenta vio su incapacidad para competir con las ediciones mecanizadas y estuvo a punto de desaparecer, siendo recuperada por la Diputación de Málaga, quien, y tras la intervención de los impresores, quiso respetar su actividad, manteniendo, así, un fragmento de historia viva que ocurre entre máquinas ya ancestrales, regido todo ello por otro Andrade, José Manuel Andrade, nieto del primer maestro impresor.
|  |  |

La imprenta, que pasó a denominarse Dardo tras ser incautada por la Falange en 1937, fue el lugar que mantuvo esa tradición tipográfica malagueña durante décadas, gracias a la labor de sus propietarios, la familia de impresores Andrade, y de editores como Bernabé Fernández-Canivell, Ángel Caffarena y Rafael León, entre otros. Emilio Prados y Manuel Altolaguirre, con la ayuda de José María Hinojosa posteriormente, y como se ha señalado, habían publicado en ella la revista Litoral y sus Suplementos, auténticas señas de identidad generacional para los jóvenes poetas del 27.
En el año 2001 el Centro Cultural Generación del 27 adquirió la maquinaria y el mobiliario de la mítica Imprenta Sur, que fue así salvada del desguace y del abandono. Cuatro años más tarde se instaló en la sede de calle Ollerías. Para dar continuidad a ese valioso legado cultural y estético, el Centro inició la publicación de colecciones poéticas realizadas a mano según las pautas que utilizó Manuel Altolaguirre en su inspiradora y brillante tarea como editor e impresor.

## Instalaciones
Las instalaciones de la Antigua Imprenta Sur se encuentran en el semisótano de la Antigua Casa Cuna o Casa Cuna-Expósitos, en que se ubica el Centro Cultural Provincial de la Diputación de Málaga y, en él, el Centro Generación del 27, conectado por el interior con el Centro Cultural MVA, a través del que se accede, pues conforman una unidad, situándose en su planta primera.

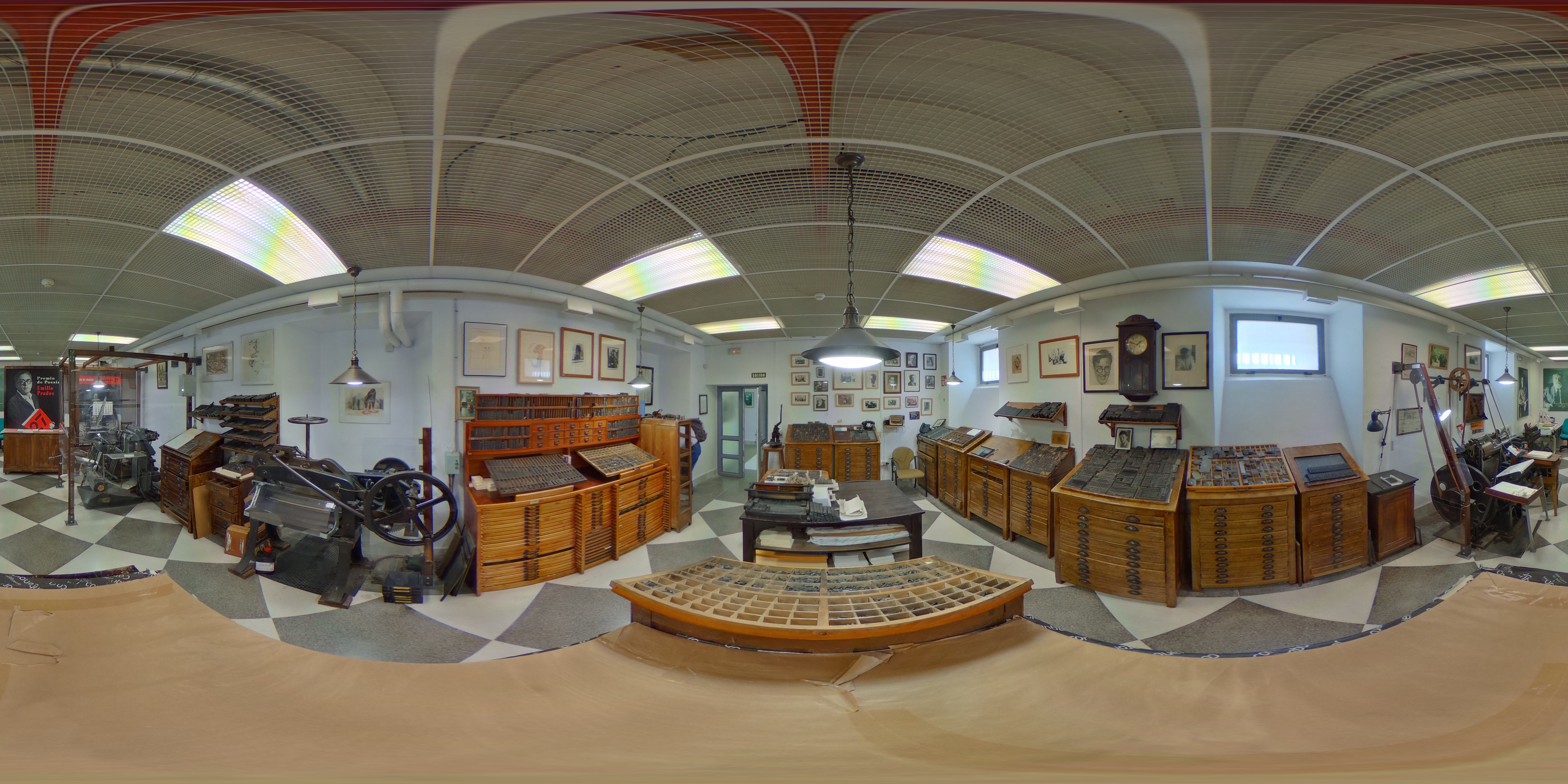
Antigua Imprenta Sur - Málaga — Pulse para visión omniorámica

La Imprenta Sur, creada en 1925 por Emilio Prados, referencia de la cultura española del siglo XX, editora de la revista 'Litoral' y difusora de las primeras obras de los miembros más destacados de la Generación del 27, es recuperada por la Diputación de Málaga, adquiriendo en 1986 una de las dos máquinas Monopol Minerva. Cerrado el taller en el año 2000, debido al empuje de las nuevas tecnologías y a la dificultad para mantener encargos artesanales, en 2001 la Diputación compró todo el equipamiento de Sur: comodines, componedores, trebejos, junto al resto de sus elementos, incluso decorativos, como fotografías y otros elementos.
En 2005 se pone en marcha, aunque problemas burocráticos obligaron al cese de la actividad en 2011, reabriendo en  2013.

## Colecciones
Bajo el sello Publicaciones de la Antigua Imprenta Sur, el Centro de Publicaciones del Centro Generación del 27 ha editado, y publicado en la Antigua Imprenta Sur, varias colecciones poéticas que se mantienen vivas, como El cazador de nubes y La cama de Minerva, iniciadas por El Castillo del Inglés, siendo dirigidas por este Centro Cultural Generación del 27, colecciones compuestas a mano e impresas artesanalmente, con el mismo material y maquinaria original de la Imprenta Sur.

### El Castillo del Inglés

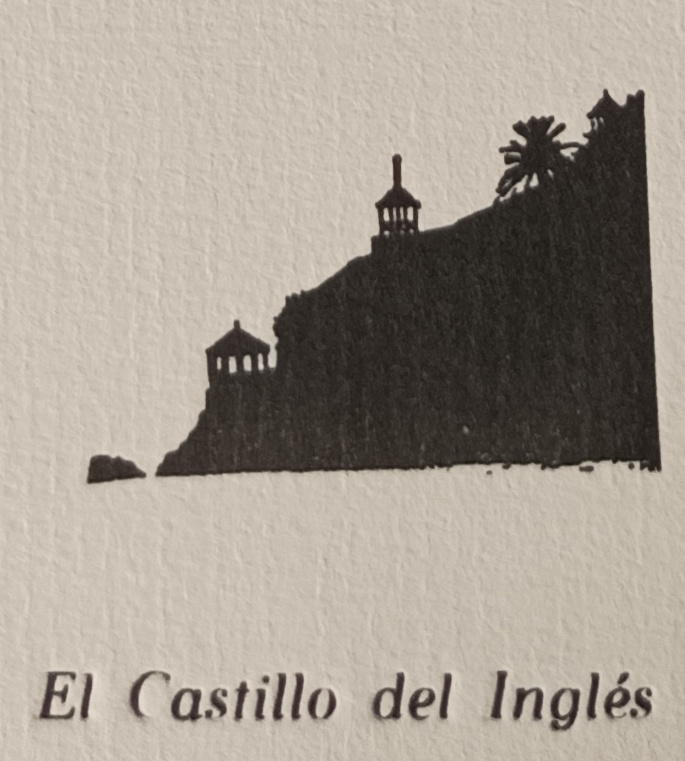
Viñeta distintiva de la colección «El Castillo del Inglés»

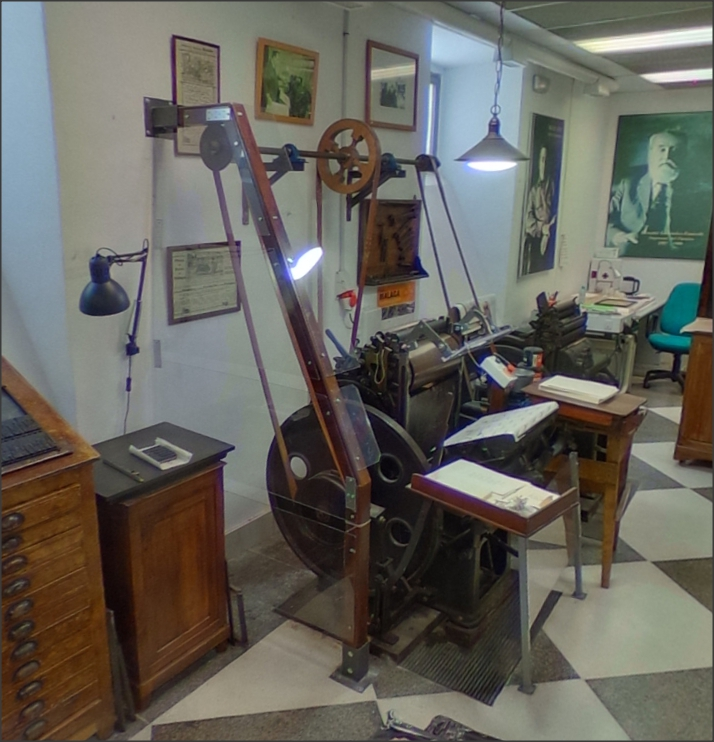
Minerva Monopol de doble folio

Colección que recuerda el lugar de Torremolinos (castillo de Santa Clara o del Inglés)  en el que Emilio Prados, Manuel Altolaguirre y José María Hinojosa invitaban a hospedarse a figuras como Luis Cernuda, Salvador Dalí y Gala Éluard.
En esta colección se editan treinta números, con una periodicidad mensual, entre julio de 2005 y julio de 2009, empleándose para la composición los caracteres Ibarra, Bodoni, Elzeviriano y Baskerville, y llevando como viñeta, en cubierta del primer número, la silueta del Castillo del Inglés o de Santa Clara, silueta que será la que, desde el siguiente número, sirva —ya situada en el interior de cada cuaderno— de distintivo de la colección.

### Cazador de nubes
En marzo de 2008 se inicia una nueva colección, como claro homenaje a Emilio Prados quien, según García Lorca, cazar nubes en un espejo era uno de los entretenimientos que tenía Prados en la Residencia de Estudiantes.
La colección, cuya viñeta identitaria es el dibujo «El cazador de estrellas» de Rafael Pérez Estrada, tiene también algo de homenaje a antiguas colecciones de la tradición malagueña pues, por formato y aspecto, recuerda a algunas de la publicaciones que, fuera de colección, hizo Rafael León, por ejemplo, en la edición de Los sueños, de María Victoria Atencia, obra cuidada por León en Dardo en 1976.
En esta colección se han publicado más de cinco números, entre 2008 y 2010.

### La cama de Minerva
Como homenaje y testimonio de la resistencia de la mejor artesanía de la impresión, representada por La Minerva —la Monopol Minerva de la antigua imprenta Sur— y que guarda la memoria de buena parte de la historia de la mejor poesía española desde los años veinte del pasado siglo XX hasta el presente, se edita La Cama de Minerva, colección que, por su formato y diseño, recuerda a los Cuadernos de Poesía de Rafael León, de los años cincuenta, y a Caballo Griego para la Poesía de Bernabé Fernández Canivell, de mediados de los setenta.
Homenaje que se relaciona con la cama, parte de la máquina, aquélla donde se coloca el papel, en que quedarán reflejados, por tecnología y antigüedad unidas, versos de distintos poetas, con sucesivas ediciones que se mantienen.
Desde el año 2009 se editan La cama de Minerva y La sirena inestable, consideradas dos nuevas colecciones que promueve el Centro de Publicaciones, junto a  diversas colecciones especializadas, además de la revista semestral El Maquinista de la Generación.

## Ediciones
En ciertas ediciones, como colofón, se indican, entre otras cosas, que se trata de una edición no venal, que no está destinada a la venta, es decir, es objeto de regalo. Así mismo, se indica tirada —350 ejemplares—, que está compuesta a mano, en qué caracteres, como Baskerville o Bodoni, por ejemplo, reminiscencias de una época en que se fabricaban letras, junto a otra información sobre autoría y fechas.
|  |
|  |
|  |

## Entorno

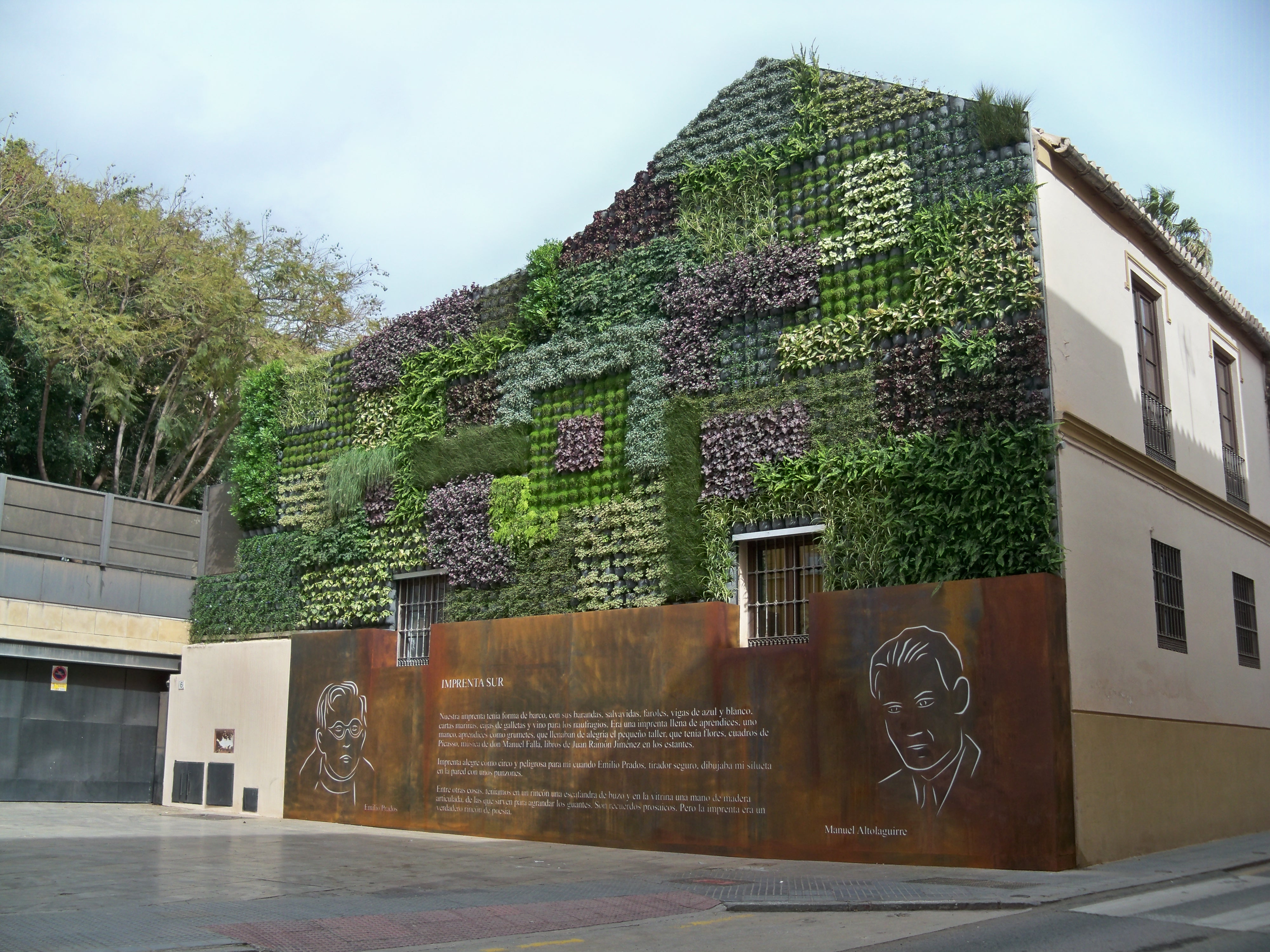
Jardín vertical en la plaza Pepe Mena, Málaga, España.

El 10 de abril de 2022 fue inaugurado el Jardín vertical situado en la plaza Pepe Mena, Málaga, España, junto al centro cultural provincial María Victoria Atencia, inspirado en la literatura de los autores malagueños Emilio Prados y Manuel Altolaguirre. En la parte inferior metálica, entre un retrato de Emilio Prados (izquierda) y otro de Manuel Altolaguirre (derecha), se lee la siguiente inscripción:

IMPRENTA SUR

Nuestra imprenta tenía forma de barco, con sus barandas, salvavidas, faroles, vigas de azul y blanco,
cartas marinas, cajas de galletas y vino para los naufragios. Era una imprenta llena de aprendices, uno
manco, aprendices como grumetes, que llenaban de alegría el pequeño taller, que tenía flores, cuadros de
Picasso, música de don Manuel Falla, libros de Juan Ramón Jiménez en los estantes.

Imprenta alegre como circo y peligrosa para mi cuando Emilio Prados, tirador seguro, dibujaba mi silueta
en la pared con unos punzones.

Entre otras cosas, teníamos en un rincón una escafandra de buzo y en la vitrina una mano de madera
articulada, de las que sirven para agrandar los guantes. Son recuerdos prosaicos. Pero la imprenta era un
verdadero rincón de poesía.

Un texto que tiene un corolario:

«Con muy pocas máquinas, con muchos sillones,
con más conversación que trabajo, casi siempre desinteresado, artístico,
porque Emilio era y es el hombre más generoso del mundo.»

## Centro Generación del 27

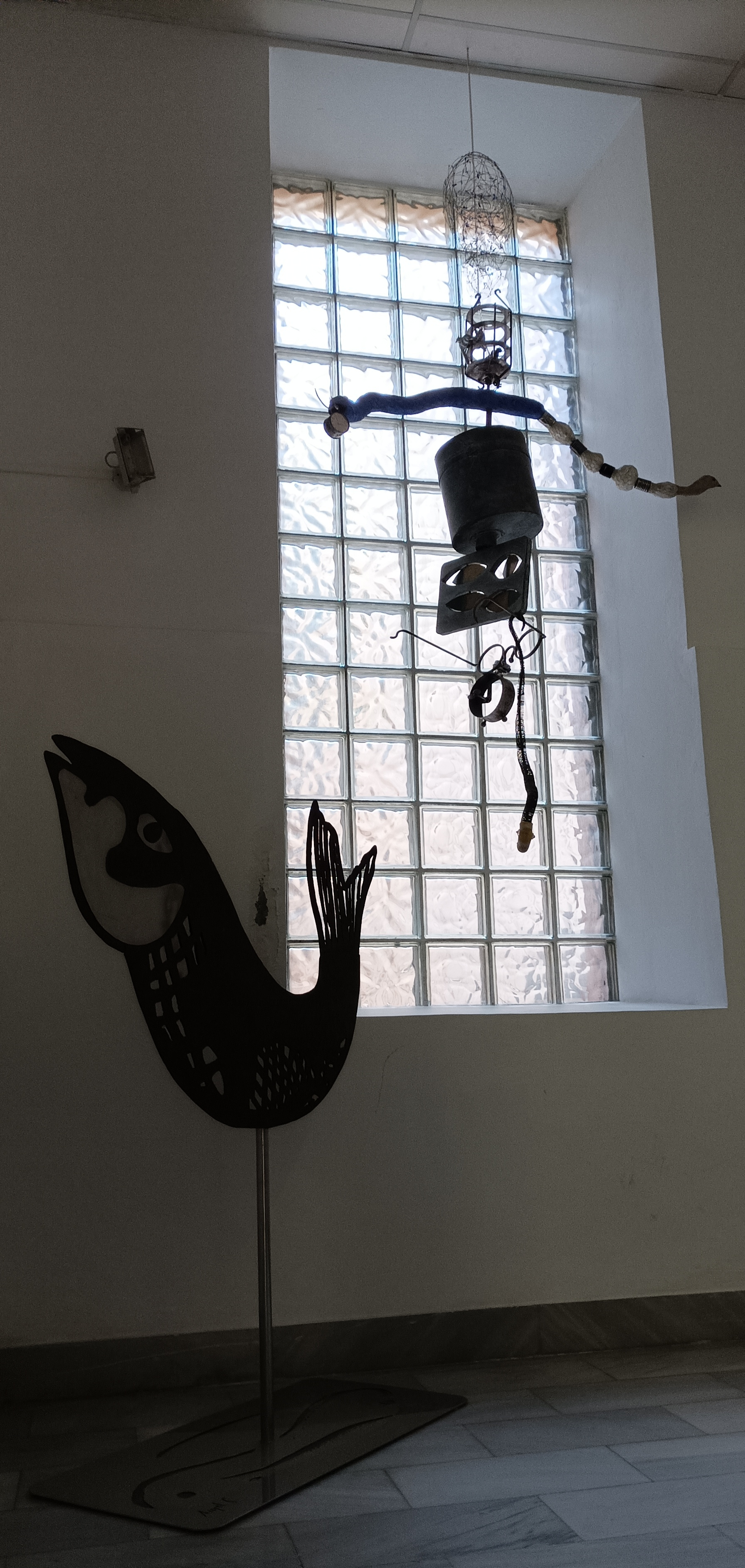
Esculturas «Pez litoral» y alegórica a "cadáver exquisito"

Desde su creación en el año 1984, el Centro Cultural Generación del 27 de la Diputación de Málaga ha tenido como objetivo salvaguardar la memoria y el legado intelectual del amplio conjunto de creadores (escritores, artistas plásticos, músicos, científicos, humanistas, etc.) que conocemos como Generación del 27 mediante la recuperación de sus testimonios documentales: libros, manuscritos y borradores, revistas, diarios y epistolarios, material foto, vídeo y cinematográfico, y plástico y artístico…
Entre este legado, y desde el año 2000, el Centro Generación del 27, como propietario de la Antigua Imprenta Sur, custodia sus instalaciones y operación, editándose distintas colecciones compuestos artesanalmente, a mano, e impresas en estas instalaciones que pueden ser consideradas museísticas.
Además de otras instalaciones, como la Biblioteca de la Generación del 27, en que se custodian diversos archivos documentales, en el acceso a la Antigua Imprenta Sur se encentra la Sala Litoral, con distintas vitrinas expositivas de ediciones de esta imprenta viva, así como otros elementos decorativos y museísticos, como las Esculturas «Pez litoral» y alegórica a "cadáver exquisito", todo ello acompañado de diversos pósteres explicativos sobre esta singular imprenta y museo.
Este conjunto se ubica en la antigua Casa de Expósitos de Málaga, popularmente conocida como Casa Cuna, situada en la calle Parras, tratándose de un singular ejemplo de arquitectura civil del siglo XVIII, de cuya fábrica destaca su fachada exterior, distribuyéndose el interior del edificio antiguo en torno a una gran escalinata que da acceso a las distintas plantas, por las cuales se distribuyen las diversas áreas y servicios, escaleras en que, en su conexión con el semisótano, donde se encuentra la Antigua Biblioteca Sur, se sitúan las esculturas citadas.

## Galería de imágenes
| Galería de omnioramas                       | Galería de omnioramas                               |
| ------------------------------------------- | --------------------------------------------------- |
| Acceso y Sala Litoral(Pulse para omniorama) | Acceso e "impresora portátil"(Pulse para omniorama) |
| Rotativas(Pulse para omniorama)             | Vista general(Pulse para omniorama)                 |